# Red Bull RB13
El Red Bull RB13 es un monoplaza de Fórmula 1 diseñado por Red Bull Racing para competir en la Temporada 2017 de Fórmula 1. La unidad de potencia, el sistema de transmisión de ocho velocidades y el sistema de recuperación de energía son de Renault, pero con denominación de TAG Heuer por motivos de patrocinio. El coche es conducido por el australiano Daniel Ricciardo y el holandés Max Verstappen.

## Presentación
El RB13 se mostró en un evento en el Circuito de Barcelona-Cataluña por primera vez el 26 de febrero de 2017.

## Resultados
(Clave) (negrita indica pole position) (cursiva indica vuelta rápida)

| Año  | Motor                     | Neu. | N.º | Pilotos          | 1   | 3   | 2   | 4   | 5   | 6   | 7   | 8   | 9   | 10  | 11  | 12  | 13  | 14  | 15  | 16  | 17  | 18  | 19  | 20  | Puntos | Pos. |
| ---- | ------------------------- | ---- | --- | ---------------- | --- | --- | --- | --- | --- | --- | --- | --- | --- | --- | --- | --- | --- | --- | --- | --- | --- | --- | --- | --- | ------ | ---- |
| 2017 | TAG Heuer R.E.17 V6 Turbo | P    |     |                  | AUS | CHN | BHR | RUS | ESP | MON | CAN | AZE | AUT | GBR | HUN | BEL | ITA | SIN | MYS | JPN | USA | MEX | BRA | ABU | 368    | 3º   |
| 2017 | TAG Heuer R.E.17 V6 Turbo | P    | 3   | Daniel Ricciardo | Ret | 4   | 5   | Ret | 3   | 3   | 3   | 1   | 3   | 5   | Ret | 3   | 4   | 2   | 3   | 3   | Ret | Ret | 6   | Ret | 368    | 3º   |
| 2017 | TAG Heuer R.E.17 V6 Turbo | P    | 33  | Max Verstappen   | 5   | 3   | Ret | 5   | Ret | 5   | Ret | Ret | Ret | 4   | 5   | Ret | 10  | Ret | 1   | 2   | 4   | 1   | 5   | 5   | 368    | 3º   |